# Niedzbórz

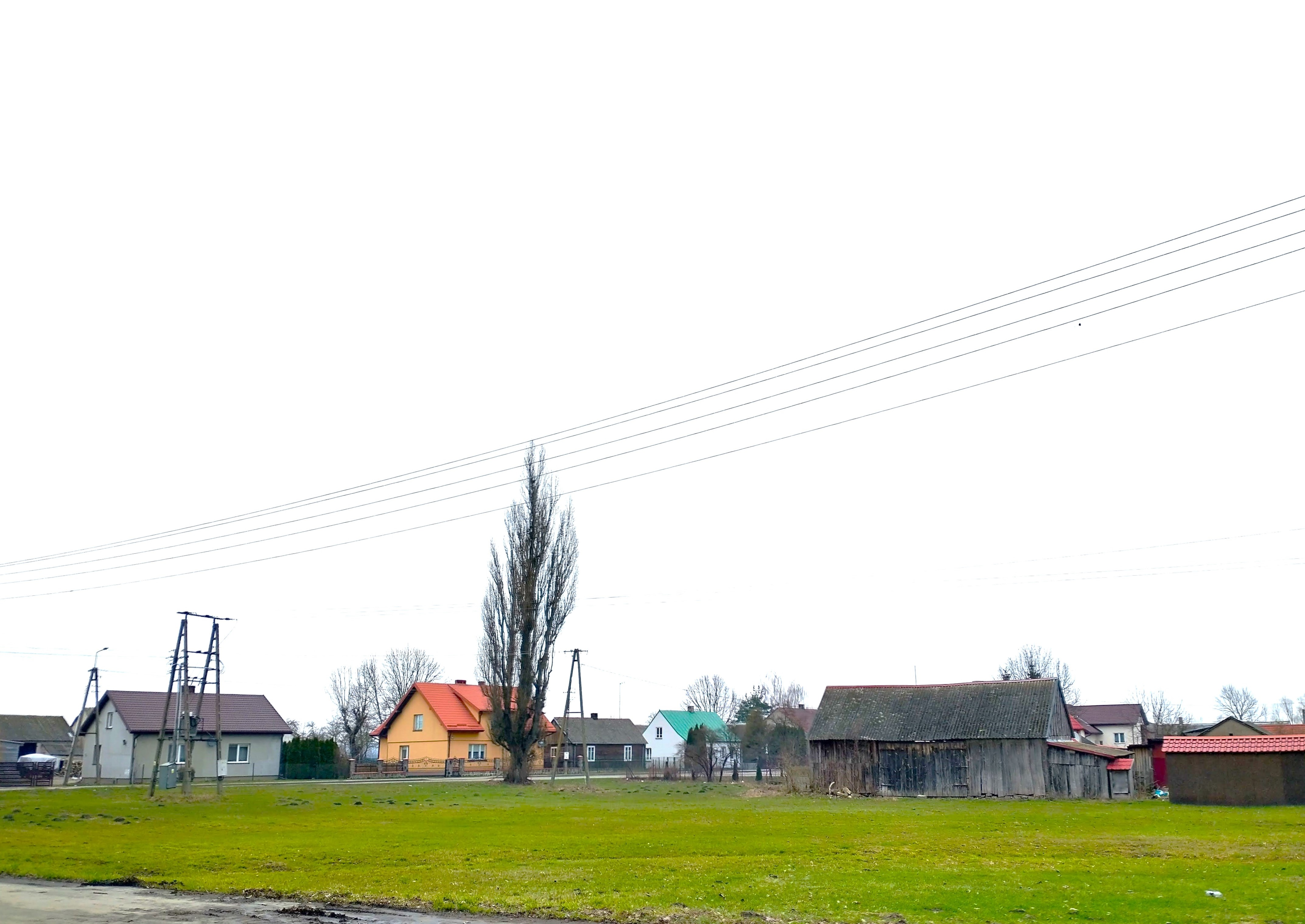
Fragment wsi

Niedzbórz – wieś sołecka (kiedyś miasto) w Polsce położona w województwie mazowieckim, w powiecie mławskim, w gminie Strzegowo. Starożytna osada. W 1503 roku lokacja miejska, zdegradowany przed 1800 rokiem.
W latach 1954–1972 wieś należała i była siedzibą władz gromady Niedzbórz.  W latach 1973–1976 była siedzibą gminy Niedzbórz. W latach 1975–1998 miejscowość położona była w województwie ciechanowskim.
Miejscowość jest siedzibą rzymskokatolickiej parafii św. Mikołaja należącej do dekanatu strzegowskiego.

## Toponimia
- 1349 Pokrite Wody, Pocrithki duplex, Pokrithky utra, Pokrythky
- 1503 Miedziborze, Miedzyborze, Myedzborsz.

## Historia
W 1502 roku Mikołaj Bartnicki kustosz katedry płockiej, sekretarz wielki koronny i właściciel Pokrytek wystąpił z prośbą o nadanie swej posiadłości praw miejskich. W 1503 r. król Aleksander Jagiellończyk dozwala księdzu Mikołajowi z Bartnik, swemu dworzaninowi lokować miasto w miejscu 2 wsi dziedzicznych Pokrytki, przyległych do siebie. 21 maja 1505 r. Pokrytki otrzymały miejskie prawo chełmińskie (Myedzyborze ex villa Pokrythy 1505). Nowe miasto nosiło nazwę Międzyborze (Myedziborze 1551 r.). W II połowie XVI w. nastąpiła zmiana w Niedzbórz (Niedzborz 1570 r. 1578 r.). Lokacja z 1503 r. wyraźnie dotyczyła 2 wsi Pokrytki, ale wbrew literze dokumentu jedna z tych wsi nie została włączona do nowo lokowanego miasta. W 1505 r. tenże król nadaje miastu Międzyborze prawo do organizowania jarmarków na Św. Agnieszkę (21 stycznia) i Nawiedzenie NMP (31 maja) oraz targów w każdą środę tygodnia i zwalnia miasto od czynszów, ciężarów i ceł na 10 lat.
Późniejsi właściciele Niedzborza (Narzymscy herbu Dołęga) wznieśli tu swój zamek (XVI w.), który opuścili w I poł. XVIII w. Materiał z rozebranego zamku posłużył za budulec kościoła i klasztoru Bernardynów, w odległym o ok. 20 km Ratowie. W XVI, XVII i XVIII wieku Niedzbórz był siedzibą jednego z 3 powiatów Ziemi Zawkrzeńskiej (mławski, niedzborski i szreński), wchodzącej w skład ówczesnego województwa płockiego. 14 października 1513 r. uchwałą roków wiejskich płockich do Międzyborza z Sulerzyża zostało przeniesione miejsce odbywania się sądów, a stolica powiatu w 1535 roku. Powiat niedzborski w XVI wieku liczył sobie 85 wsi w tym 30 drobnoszlacheckich, a jego powierzchnia wynosiła 397,3 km² (niespełna dwa razy więcej niż obecnie gmina Strzegowo).
9 września 1502 r. bp Wincenty Przerembski erygował parafię pw. św. Mikołaja Biskupa, ufundowaną przez braci Adama i Tomasza Bartnickich. Na przełomie XVI i XVII stulecia wzmiankowane jest istnienie drewnianej świątyni, którą ozdobiono piękną malaturą na ścianach i suficie. Kościół ten istniał do 1775 r., kiedy generał wojsk koronnych J. Zieliński ufundował nowy. Obecnie istniejący, murowany kościół, wybudował w latach 1885–1886 proboszcz ks. Remigiusz Jankowski. Konsekrował go 6 września 1886 r. bp Henryk Kossowski. Podczas I wojny światowej w 1915 r. świątynia straciła wieże. Odbudowane po wojnie, ponownie zostały uszkodzone w 1939 r. Po II wojnie światowej prowadzono prace remontowe w świątyni oraz wykonano polichromię. Większość wyposażenia wnętrza kościoła pochodzi z XVIII w. Natomiast organy zostały wybudowane w 1932 roku przez firmę Homan A. A. Jezierski St. i S-ka z Warszawy. Spośród zabytków sztuki sakralnej na uwagę zasługują: kielich srebrny trybowany z 1676 r., relikwiarz srebrny trybowany z XVIII w., chrzcielnica klasycystyczna z pierwszej połowy XIX w. oraz krzyż adoracyjny z XVII w. Przy kościele ukształtowany w XIX w. park kościelny o powierzchni ponad 5 hektarów oraz źródełko, któremu wierni przypisują cudowną moc uzdrawiania. Obok źródełka krzyż z 1889 r.
Miasto zaczęło tracić na znaczeniu po II rozbiorze Polski, a prawa miejskie utraciło bezpowrotnie w 1869 r., razem z 338 innymi miejscowościami, ukaranymi w ten sposób przez zaborcę za aktywne uczestnictwo w powstaniu styczniowym. W latach 1847–1854 w Niedzborzu mieszkała rodzina Choromańskich, która dzierżawiła miejscowe dobra ziemskie wraz z przyległościami (folwark i jezioro). Dzierżawca uiszczał opłatę dzierżawną, w wysokości 3000 rubli rocznie oraz składki ogniowe, dziesięciny i inne ciężary publiczne.
30 sierpnia 1939 r. 63 Samodzielna Kompania Czołgów Rozpoznawczych została załadowana na transport kolejowy we Lwowie. 1 września dotarła do stacji wyładowczej Ciechanów, skąd „na kołach” przegrupowała się do lasu na wschód od wsi Niedzbórz i weszła w skład odwodu 8 Dywizji Piechoty.

## Oświata
W Niedzborzu znajduje się Zespół Szkół: Szkoła Podstawowa im. Władysława Smoleńskiego i Gimnazjum nr.2 im. Kardynała Stefana Wyszyńskiego

## Niedzbórz w kulturze
W okolicach Niedzborza Henryk Sienkiewicz umiejscowił scenę zamieci śnieżnej w powieści Krzyżacy.